# Чемпионат мира по настольному теннису 1926
Чемпионат мира по настольному теннису 1926 года прошёл с 6 по 11 декабря в Лондоне (Соединённое Королевство Великобритании и Ирландии).

## История организации чемпионата
Изначально группа энтузиастов настольного тенниса из Англии во главе с Айвором Монтегю предполагала провести Чемпионат Европы, однако так как на соревнования заявились 8 спортсменов из Индии, ITTF приняла решение объявить эти соревнования первым Чемпионатом мира.
По другим источникам чемпионат прошел как «Чемпионат Европы» и лишь впоследствии ITTF приняла решение считать его первым чемпионатом мира.

## Медалисты
| Разряд                   | Золото                                                                     | Серебро                                                         | Бронза                                                                                         |
| ------------------------ | -------------------------------------------------------------------------- | --------------------------------------------------------------- | ---------------------------------------------------------------------------------------------- |
| Мужской одиночный разряд | Роланд Якоби                                                               | Золтан Мехлович                                                 | Мунио Пиллингер                                                                                |
| Мужской одиночный разряд | Роланд Якоби                                                               | Золтан Мехлович                                                 | С. Р. Г. Суппия                                                                                |
| Женский одиночный разряд | Мария Меднянски                                                            | Дорис Губбинс                                                   | Анастасия Флюссман                                                                             |
| Женский одиночный разряд | Мария Меднянски                                                            | Дорис Губбинс                                                   | Винифорд Ланд                                                                                  |
| Мужской парный разряд    | Роланд Якоби Даниэль Печи                                                  | Золтан Мехлович Бела фон Керлинг                                | Мунио Пиллингер Пауль Флюссман                                                                 |
| Мужской парный разряд    | Роланд Якоби Даниэль Печи                                                  | Золтан Мехлович Бела фон Керлинг                                | Сирил Моссфорд Хедли Пенни                                                                     |
| Микст                    | Золтан Мехлович Мария Меднянски                                            | Роланд Якоби Г.Глисон                                           | Эдуард Фройденхайм Гертруде Вилдхам                                                            |
| Микст                    | Золтан Мехлович Мария Меднянски                                            | Роланд Якоби Г.Глисон                                           | Х. А. Беннет Винифред Ланд                                                                     |
| Мужской командный турнир | Венгрия · Роланд Якоби · Бела фон Керлинг · Золтан Мехлович · Даниэль Печи | Австрия · Эдуард Фройденхайм · Пауль Флюссман · Мунио Пиллингер | Англия · Чарлз Оллрайт · Бернард Бернстейн · Персиваль Бромфилд · Ф.Дж. Бёрис · Джеймс Томпсон |
| Мужской командный турнир | Венгрия · Роланд Якоби · Бела фон Керлинг · Золтан Мехлович · Даниэль Печи | Австрия · Эдуард Фройденхайм · Пауль Флюссман · Мунио Пиллингер | Британская Индия · А. А. Физи · А. Х. Физи · А. М. Пирмахомед · Б. К. Сингх · С. Р. Г. Суппия  |